# تقرير الرصد العالمي (البنك الدولي)
كان تقرير الرصد العالمي تقريراً مشتركاً صادراً عن البنك الدولي وصندوق النقد الدولي ، والذي رصد أداء العالم في تنفيذ السياسات والإجراءات الرامية إلى تحقيق الأهداف الإنمائية للألفية ونتائج التنمية ذات الصلة. تم نشر التقرير سنويا منذ عام 2006، وتم التوقف عن إصداره في عام 2016.

## توقعات الفقر
ويشير تقرير الأمم المتحدة الصادر في أكتوبر/تشرين الأول 2015 إلى أن ما يزيد قليلا على 900 مليون شخص (12.8% من سكان العالم) كانوا يعيشون في فقر مدقع (أقل من 1.90 دولار يوميا) في عام 2012، مقارنة بـ 987 مليون شخص (14.2% من سكان العالم) في عام 2011. ويتوقع التقرير أيضا أنه بحلول عام 2015 فإن أقل من 10% من سكان العالم سوف يقعون تحت خط الفقر.
وتوضح الجداول التالية أن منطقة أفريقيا جنوب الصحراء الكبرى لديها أعلى نسبة من الفقر المدقع، حيث يعيش 42.6% من سكانها على أقل من 1.90 دولار في اليوم. ومن المتوقع أن تنخفض معدلات الفقر في هذه المنطقة بحلول عام 2030، ولكنها ستظل عند مستويات مرتفعة للغاية.
| منطقة                                  | 1990 | 1999 | 2011 | 2012 | 2015p |
| -------------------------------------- | ---- | ---- | ---- | ---- | ----- |
| شرق آسيا والمحيط الهادئ                | 60.6 | 37.5 | 8.5  | 7.2  | 4.1   |
| أوروبا الشرقية وآسيا الوسطى            | 1.9  | 7.8  | 2.4  | 2.1  | 1.7   |
| أمريكا اللاتينية ومنطقة البحر الكاريبي | 17.8 | 13.9 | 5.9  | 5.6  | 5.6   |
| الشرق الأوسط وشمال أفريقيا             | 6.0  | 4.2  | -    | -    | -     |
| جنوب آسيا                              | 50.6 | 41.8 | 22.2 | 18.8 | 13.5  |
| أفريقيا جنوب الصحراء الكبرى            | 56.8 | 58.0 | 44.4 | 42.7 | 35.2  |
| العالم النامي                          | 44.4 | 34.3 | 16.5 | 14.9 | 11.9  |
| عالم                                   | 37.1 | 29.1 | 14.1 | 12.7 | 9.6   |

| منطقة                                  | 1990    | 1999    | 2011  | 2012  | 2015p |
| -------------------------------------- | ------- | ------- | ----- | ----- | ----- |
| شرق آسيا والمحيط الهادئ                | 995.5   | 689.4   | 173.1 | 147.2 | 82.6  |
| أوروبا الشرقية وآسيا الوسطى            | 8.8     | 36.8    | 11.4  | 10.1  | 4.4   |
| أمريكا اللاتينية ومنطقة البحر الكاريبي | 78.2    | 71.1    | 35.3  | 33.7  | 29.7  |
| الشرق الأوسط وشمال أفريقيا             | 13.5    | 11.3    | -     | -     | -     |
| جنوب آسيا                              | 574.6   | 568.0   | 361.7 | 309.2 | 231.3 |
| أفريقيا جنوب الصحراء الكبرى            | 287.6   | 374.6   | 393.6 | 388.8 | 347.1 |
| عالم                                   | 1,958.6 | 1,751.5 | 983.3 | 896.7 | 702.1 |

حظيت توقعات البنك الدولي بتغطية إعلامية واسعة النطاق.     

## روابط خارجية
- تقرير الرصد العالمي - الموقع الإلكتروني
- تقرير الرصد العالمي - تقرير أكتوبر/تشرين الأول 2015 (PDF)